# La Samaritaine (Rostand)
Pour les articles homonymes, voir La Samaritaine (homonymie).
La Samaritaine est un « évangile » en trois tableaux et en vers d'Edmond Rostand, créé le 14 avril 1897 au théâtre de la Renaissance, avec Sarah Bernhardt dans le rôle-titre.
La pièce a servi de livret à l'opéra homonyme de Max d'Ollone, créé à l'Opéra de Paris le 23 juin 1937.

## Argument
La Samaritaine s'inspire d'un épisode de l’Évangile selon Jean (IV, 1-30).

## Distribution
- Léon Brémont : Jésus
- Sarah Bernhardt : Photine
- Laroche, Belle, Teste : les Trois Ombres
- Lefrançais : Pierre
- Brûlé : Jean
- Angelo : Jacques
- Dara : André
- Jourda : Nathanaël
- Nysm : Barthélémy
- Stebler : Judas
- Deneubourg : Azriel
- Laroche : le centurion
- Ripert : le prêtre
- Belle : un pâtre
- Chameroy, Lacroix : deux marchands
- Darjou : le schoër[1]

Disciples, soldats romains, marchands, artisans, courtisaces, peuple samaritain.

## Commentaire
Succédant à La Princesse lointaine (1895), La Samaritaine est le premier grand succès de Rostand, la même année que Cyrano de Bergerac.
Le rôle principal a été conçu sur mesure par Edmond Rostand (tout comme celui de La Princesse lointaine et plus tard celui de L'Aiglon) pour Sarah Bernhardt, également directrice de la Renaissance. L'affiche de la pièce a été réalisée par Alphonse Mucha.